# Чынар, Оркан
Оркан Чынар (нем. и тур. Orkan Çınar; 29 января 1996 года, Дортмунд, Германия) — турецкий и немецкий футболист, полузащитник турецкого клуба «Бешикташ».

## Клубная карьера
Родившийся в Германии Оркан Чынар начинал свою карьеру футболиста в немецком клубе «Гройтер Фюрт». 24 августа 2014 года он дебютировал во Второй Бундеслиге, выйдя на замену в конце гостевого матча с командой «Ингольштадт 04».
В начале 2015 года Оркан Чынар на правах аренды перешёл в турецкий «Газиантепспор». 1 марта того же года он дебютировал в турецкой Суперлиге, выйдя на замену после перерыва в домашней игре с «Касымпашой». 28 октября 2015 года Оркан Чынар забил свой первый гол на высшем уровне, открыв счёт в гостевом поединке против «Трабзонспора».
По итогам сезона 2016/17 «Газиантепспор» вылетел из Суперлиги, а Оркан Чынар перешёл в «Бешикташ». В январе 2018 года он был отдан в аренду «Коньяспору».